# Венбур
Венбу́р (фр. Weinbourg) — коммуна на северо-востоке Франции в регионе Гранд-Эст (бывший Эльзас — Шампань — Арденны — Лотарингия), департамент Нижний Рейн, округ Саверн, кантон Ингвиллер. До марта 2015 года коммуна административно входила в состав кантона Буксвиллер (округ Саверн).
Площадь коммуны — 5,29 км², население — 454 человека (2006) с тенденцией к снижению: 420 человек (2013), плотность населения — 79,4 чел/км².

## Население
Население коммуны в 2011 году составляло 427 человек, в 2012 году — 413 человек, а в 2013-м — 420 человек.
| 1962 | 1968 | 1975 | 1982 | 1990 | 1999 | 2006 | 2008 | 2011 | 2012 | 2013 |
| ---- | ---- | ---- | ---- | ---- | ---- | ---- | ---- | ---- | ---- | ---- |
| 504  | 486  | 451  | 457  | 473  | 468  | 454  | 439  | 427  | 413  | 420  |

Динамика населения:

## Экономика
В 2010 году из 289 человек трудоспособного возраста (от 15 до 64 лет) 221 были экономически активными, 68 — неактивными (показатель активности 76,5 %, в 1999 году — 69,0 %). Из 221 активных трудоспособных жителей работали 197 человек (104 мужчины и 93 женщины), 24 числились безработными (17 мужчин и 7 женщин). Среди 68 трудоспособных неактивных граждан 9 были учениками либо студентами, 37 — пенсионерами, а ещё 22 — были неактивны в силу других причин.